# Pathfinder (juego de rol)
Pathfinder es un juego de rol estadounidense de fantasía heroica publicado por primera vez por la editorial Paizo en agosto de 2009, basado en el sistema d20. Considerado por muchos como la evolución del sistema de juego de Dungeons & Dragons v3.5 (v3.5: «tercera edición revisada»), el juego tiene el aporte de la comunidad de jugadores de rol bajo la licencia Open Game License, lo que hace que sea muy rico en historia y cada campaña de juego única entre los jugadores.
El 6 de marzo de 2018, Paizo anunciaba en su blog que se publicaría una segunda edición, Pathfinder 2, también bajo licencia OGL. La prueba de juego para la revisión de dicha edición, pública y gratuita, se inició el 2 de agosto de 2018, con un pack de manuales en PDF que incluía el reglamento básico, un bestiario y un manual de siete aventuras llamado Doomsday Down.
La segunda edición de Pathfinder se publicaría oficialmente el 1 de agosto de 2019, coincidiendo con la fecha de la GenCon 2019.

## Trasfondo
A partir de 2002, Paizo se hizo cargo de la publicación de revistas Dragon y Dungeon , que trataban sobre el juego de rol Dungeons & Dragons (D&D), contratados por los editores del juego Wizards of the Coast. Wizards of the Coast eligió no renovar el contrato a principios de 2007 y Paizo comenzó a publicar Pathfinder, como suplementos periódicos.En agosto de 2007, Wizards of the Coast anunció el lanzamiento pendiente de la 4.ª edición de D&D, la cual sustituiría la versión 3.5. Gran parte del equipo en Paizo estaban preocupados sobre la cada vez más restrictiva licencia de sistema de juego bajo la cual fue la 4.ª edición lanzada.
En lugar de seguir apoyando a D&D, Paizo lanzó el juego de rol independiente Pathfinder. como una versión modificada de la versión 3.5, bajo la Licencia de Juego Abierto (OGL) utilizada por la versión anterior. Anunciado en marzo del 2008, Pathfinder fue diseñado en el transcurso de un año usando un modelo abierto de playtesting, donde los jugadores podrían probar el sistema y enviarle sus comentarios a la web de Paizo.
Paizo anunció una segunda edición de Pathfinder en 2018. Al igual que la primera edición, utilizó un modelo abierto de playtesting para perfeccionar varias mecánicas de juego.

### Primera edición
Apodado informalmente la versión 3.75 de D&D, la primera edición de Pathfinder es una modificación de la versión 3.5 de Dungeons & Dragons y fue pensada para ser compatible con esa versión anterior.Su diseñador principal, Jason Bulmahn sintió que las clases básicas de D&D versión 3.5 eran mediocres, ya que no proporcionaban incentivos para usar una única clase durante 20 niveles de juego. Pathfinder agrega muchas opciones a las clases y mejora sus habilidades en sus roles principales.
El juego también ha sido modificado en comparación con D&D versión 3.5. Los cambios involucraban un balance entre distintos elementos el juego. Por ejemplo, las clases no enfocadas en el combate, recibían más puntos de vida por nivel, en comparación con su clases homónimas en 3.5. Además, muchos aspectos técnicos de 3.5 fueron cambiados en Pathfinder, incluidos varios hechizos, el sistema de habilidades y algunas maniobras de combate como el derribo y la presa.
El material publicado por Paizo para el sistema Pathfinder ha sido ambientado en un mundo llamado Golarion.
Paizo también presentó la Sociedad Pathfinder, un programa organizado de jugabilidad.Los jugadores registran sus personajes en el sitio web de Paizo, lo que les permite usar sus personajes en diferentes sesiones de juego y diferentes grupos mientras continúan ganando experiencia, dinero y puntos de prestigio. Una vez finalizada una sesión, el jugador recibirá una hoja de crónica que enumera lo que se ha ganado durante la sesión. El jugador utilizará estas hojas de crónica para registrar esta información en el sitio web.

### Segunda edición
En mayo de 2018, Paizo anunció que estaba trabajando en Segunda edición de Pathfinder para refinar elementos del conjunto de reglas para reflejar comentarios y aclaraciones sobre el sistema original respecto de años anteriores. El conjunto de reglas preliminar se publicó en agosto de 2018 como Pathfinder Playtest para que los jugadores pudieran probarlo y brindar comentarios.El conjunto de reglas final se publicó el 1 de agosto de 2019.
Entre los cambios clave de la segunda edición se encuentra una economía de acción simplificada. En cada ronda, cada personaje puede realizar hasta tres acciones en su turno, así como una reacción en su propio turno o en el turno de otro personaje. La mayoría de los movimientos básicos, como moverse por el suelo, sacar un arma o realizar un ataque, cuestan una sola acción, mientras que las maniobras más complicadas pueden requerir dos o tres acciones.Las reglas sobre los objetos mágicos se han cambiado para disuadir a los jugadores de acumular demasiados objetos y, en su lugar, animarlos a buscar equipos más poderosos. Los golpes críticos también han sido cambiados, ahora se produce un éxito crítico cada vez que un combatiente obtiene 10 más que la clase de armadura del objetivo. Los combatientes también pueden tener éxito crítico al defender, lo que generalmente no produce ningún efecto en lugar del efecto reducido que normalmente traería una salvación. Finalmente, ha habido una Cambio amplio en todas las escalas numéricas de habilidades, clase de armadura, tiradas de ataque, salvaciones y clases de dificultad. Todos estos números ahora escalan 1 a 1 con el nivel de un personaje más una estadística más una bonificación entre dos y ocho dependiendo de su competencia. Esto da como resultado valores extremadamente limitados en comparación con la primera edición. También se ha reducido el alcance de las estadísticas en comparación con la primera edición.
En octubre de 2021, Paizo anunció una asociación con Demiplane para proporcionar Pathfinder Nexus; una plataforma en línea que proporciona un compendio digital de reglas y conocimiento sobre la historia de Pathfinder Segunda Edición, herramientas de creación y gestión de personajes, emparejamiento y una versión de video chat. Una versión de acceso anticipado de Pathfinder Nexus, titulada Pathfinder Primer, fue lanzada cuando se anunció.

#### Segunda Edición Remasterizada
En abril de 2023, Paizo anunció un conjunto de cuatro nuevos libros de reglas principales (Player Core, GM Core, Monster Core y Player Core 2), que se publicará en el transcurso de 2023 y 2024. Titulados Pathfinder Second Edition Remastered, estos cuatro nuevos libros están destinados a reemplazar los cuatro libros de reglas principales existentes (el Libro de reglas básicas, Bestiario, Guía avanzada del jugador y Guía de dominio del juego) los cuales no serán reimpresos en el futuro. 
Además de incorporar extensas erratas basadas en los comentarios de los jugadores, estos nuevos libros (y todas las publicaciones futuras de Paizo) se publicarán bajo la nueva Licencia abierta creativa de RPG (ORC), en lugar de la licencia de juego abierto (OGL) anterior, debido a una importante controversia sobre la licencia a principios de ese año. Debido a esta transción de licencias, ciertos elementos del juego (como algunos hechizos, objetos mágicos y monstruos) heredados de Dungeons & Dragons 3.5 SRD tuvieron que cambiarse de nombre o reemplazarse, o en algunos casos eliminarse por completo (como el alineamiento o las ocho escuelas de magia). A pesar de estos cambios, se planea que los nuevos libros sigan siendo compatibles con los suplementos existentes de la Segunda Edición.